# Bansko
Bansko (în aromână Sofahderi ) este un oraș și o populară stațiune de schi în sud-vestul Bulgariei, situat la poalele Munților Pirin, la o altitudine de 925 m deasupra nivelului mării.
Aici s-au născut poetul bulgar Nikola Vaptsarov și iluminiștii bulgari Paisie de la Hilandar și Neofit Rilski. 

## Galerie

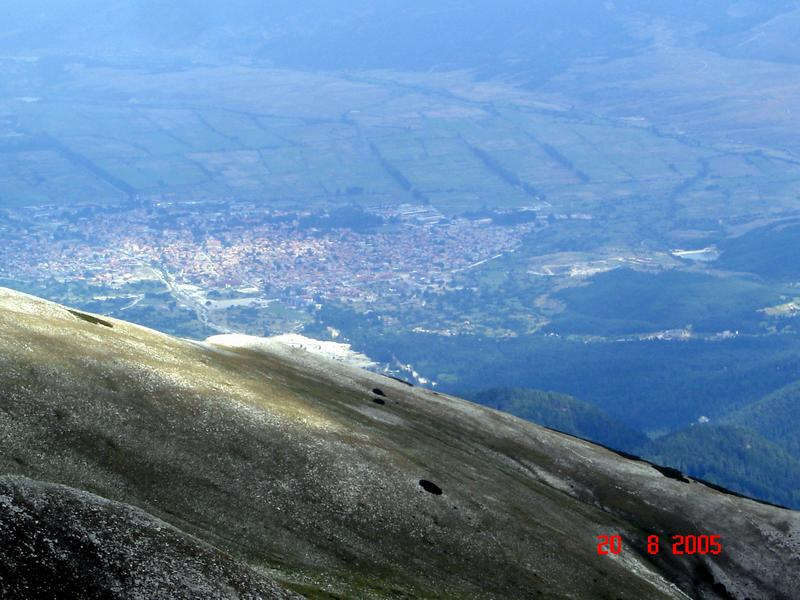
Vedere de pe muntele Vihren.
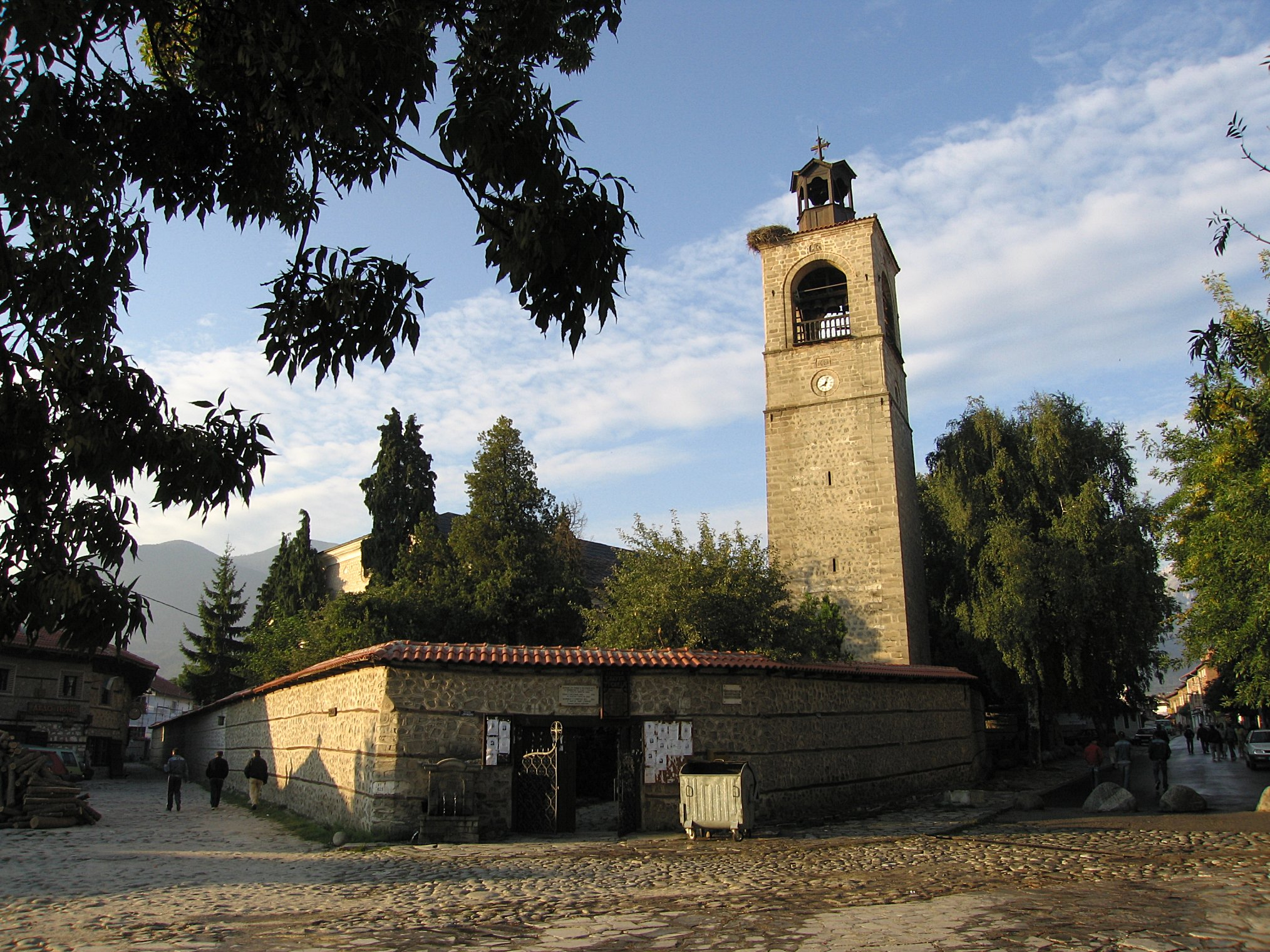
Biserica Sfânta Treime
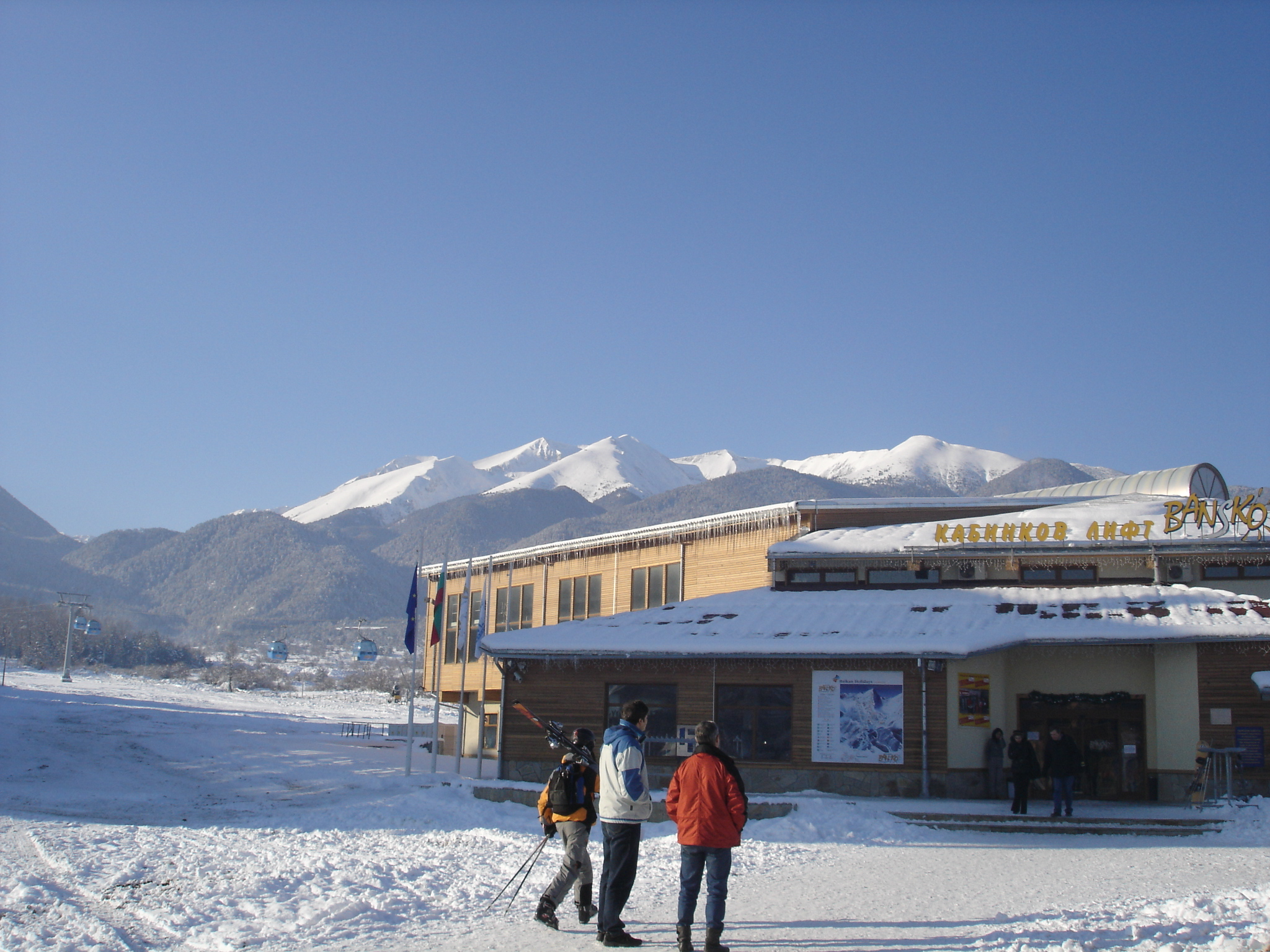
Telegondolă
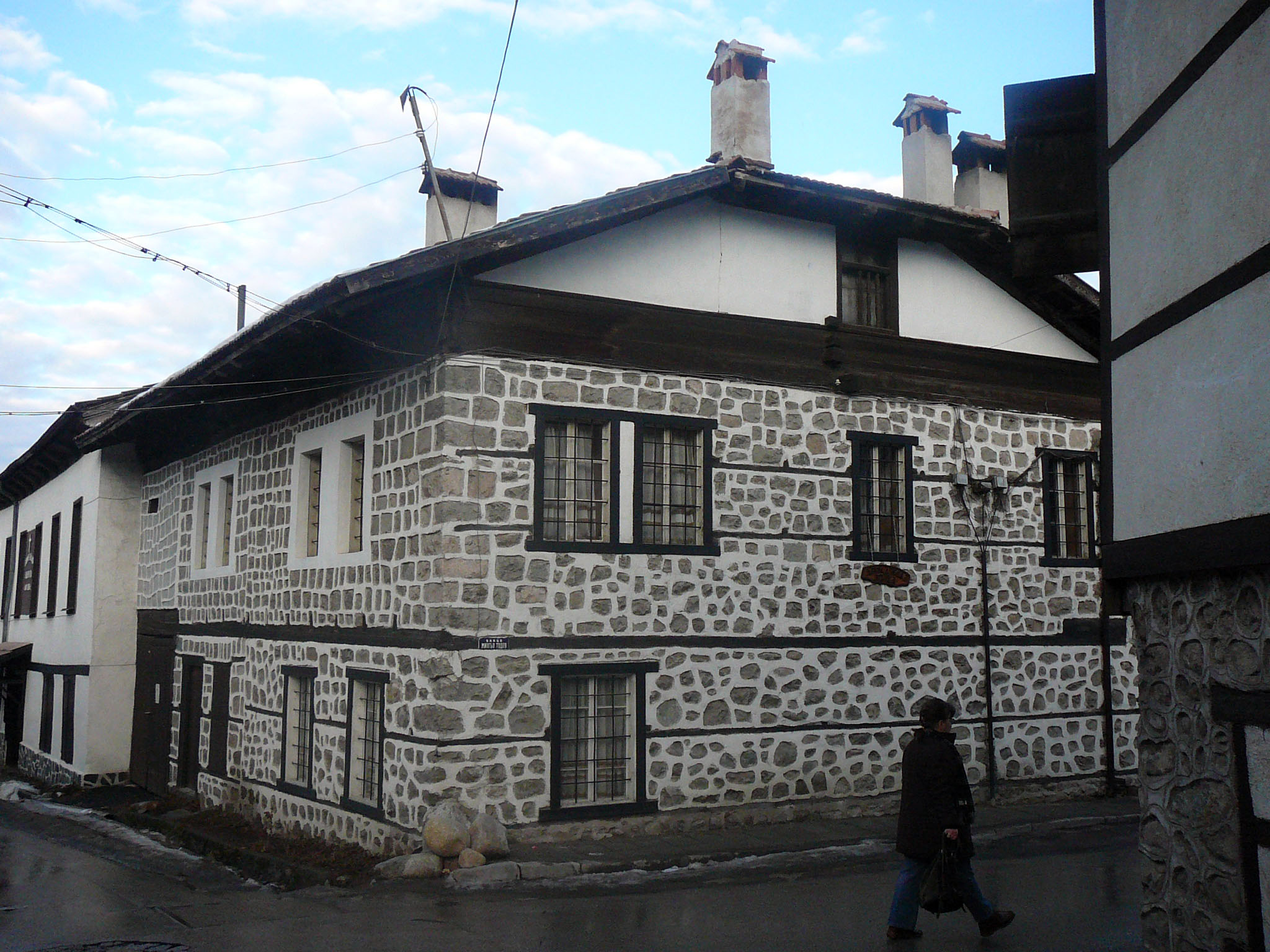
Arhitectura tradițională

## Demografie
Componența etnică a orașului Bansko
     Bulgari (91%)
     Romi (2,17%)
     Nicio identificare (6,43%)
     Altele (0,62%)
La recensământul din 2011, populația orașului Bansko era de 9.019 locuitori. Din punct de vedere etnic, majoritatea locuitorilor (91,0%) erau bulgari, cu o minoritate de romi (2,17%). Pentru 6,43% din locuitori nu este cunoscută apartenența etnică.